# Damoiseau (rum)
Damoiseau è una marca di rum agricolo francese, prodotto a Le Moule, in Guadalupa. È una delle cinque distillerie dell'arcipelago della Guadalupa e l'unica nella regione della Grande-Terre. Producendo oltre 8 milioni di litri all'anno, Damoiseau è il principale produttore di rum in Guadalupa. Il prodotto è esportato in più di 40 paesi in tutto il mondo.

## Storia
La distilleria Damoiseau venne costruita sulla tenuta Bellevue, originariamente fondata come piantagione di canna da zucchero dalla famiglia Rimbaud alla fine del XIX secolo, dopo l'emancipazione degli schiavi nelle colonie francesi. La tenuta venne acquistata da Roger Damoiseau nel 1942 e trasformata in una distilleria di rum agricolo, successivamente gestita dal nipote di Roger, Hervé Damoiseau.

## Produzione
Il rum Damoiseau è estratto dalla canna da zucchero raccolta, frantumata e lasciata fermentare per 24-36 ore. Viene distillato in un alambicco a colonna continua e invecchiato in botti di rovere precedentemente utilizzate per l'invecchiamento del bourbon. Il processo di invechiamento può durare da sei mesi a sei anni, dopo i quali il rum viene diluito con acqua di sorgente locale e imbottigliato.
Nel 2011 Damoiseau ha aperto un impianto di imbottigliamento e stoccaggio vicino all'aeroporto internazionale di Pointe-à-Pitre a Les Abymes, in grado di immagazzinare fino a 5 milioni di bottiglie.

## Varianti
- Damoiseau Virgin Cane Rhum Agricole Blanc: (40% vol.) sei mesi di invecchiamento in botti di rovere.
- Damoiseau Pure Cane Rhum 110: (55% vol.) sei mesi di invecchiamento in botti di rovere.
- Damoiseau VSOP Rhum Vieux: (42% vol.) quattro anni di invecchiamento.
- Damoiseau XO Rhum Vieux: (42% vol.) sei anni di invecchiamento.